# Chobrzany (gromada)
Chobrzany – dawna gromada, czyli najmniejsza jednostka podziału terytorialnego Polskiej Rzeczypospolitej Ludowej w latach 1954–1972.
Gromady, z gromadzkimi radami narodowymi (GRN) jako organami władzy najniższego stopnia na wsi, funkcjonowały od reformy reorganizującej administrację wiejską przeprowadzonej jesienią 1954 do momentu ich zniesienia z dniem 1 stycznia 1973, tym samym wypierając organizację gminną w latach 1954–1972.
Gromadę Chobrzany z siedzibą GRN w Chobrzanach utworzono – jako jedną z 8759 gromad na obszarze Polski – w powiecie sandomierskim w woj. kieleckim, na mocy uchwały nr 13j/54 WRN w Kielcach z dnia 29 września 1954. W skład jednostki weszły obszary dotychczasowych gromad Chobrzany, Faliszowice, Janowice, Jachimowice i Ryłowice oraz wieś Krzeczkowice z dotychczasowej gromady Węgrce ze zniesionej gminy Klimontów oraz obszar dotychczasowej gromady Bystrojowice ze zniesionej gminy Samborzec w tymże powiecie. Dla gromady ustalono 19 członków gromadzkiej rady narodowej.
31 grudnia 1959 do gromady Chobrzany przyłączono wieś Byszów i parcelację Byszów ze zniesionej gromady Byszów.
Gromada przetrwała do końca 1972 roku, czyli do kolejnej reformy gminnej.